# Rue du Pélican

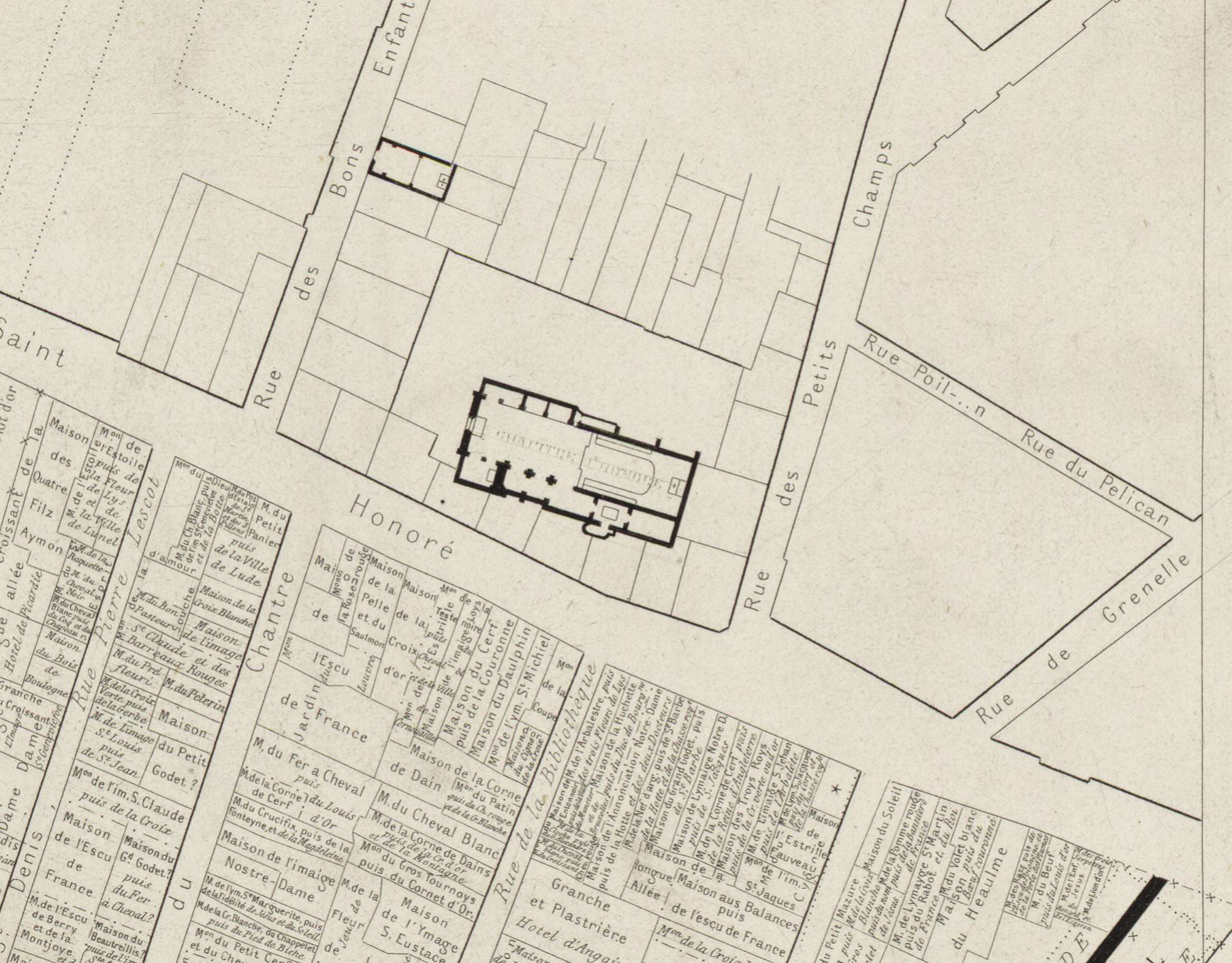
La rue Poil-au-..n (rue du Pélican).

La rue du Pélican est une rue, ancienne, située dans le 1er arrondissement de Paris.

## Situation et accès
La rue du Pélican, d'une longueur de 62 mètres, est située dans le 1er arrondissement, quartier des Halles, et commence au 11, rue Jean-Jacques-Rousseau et finit au 8, rue Croix-des-Petits-Champs.

## Odonymie
La rue tire son nom de la déformation d'un nom obscène qui lui avait été donné en raison de la population de prostituées qui l'habitait : « rue du Poil-au-Con, ».

## Histoire
Cette rue, qui était entièrement construite en 1305, était située hors des murs de l'enceinte de Philippe Auguste. En 1313, cette voie qui faisait partie des rues où la prostitution était légale sous Saint-Louis, on lui donna le nom de « rue du Poil-au-Con,, ».
Au début de la Révolution, en 1792, elle fut appelée « rue Purgée » lorsque les prostituées furent chassées de la rue. Jean de La Tynna indique qu'elle ne méritait guère ce nom, des filles publiques continuant à l'habiter !
En 1800, elle prend le nom de « rue de la Barrière-des-Sergents » à cause de sa proximité de l'ancienne barrière de ce nom qui était située rue Saint-Honoré.

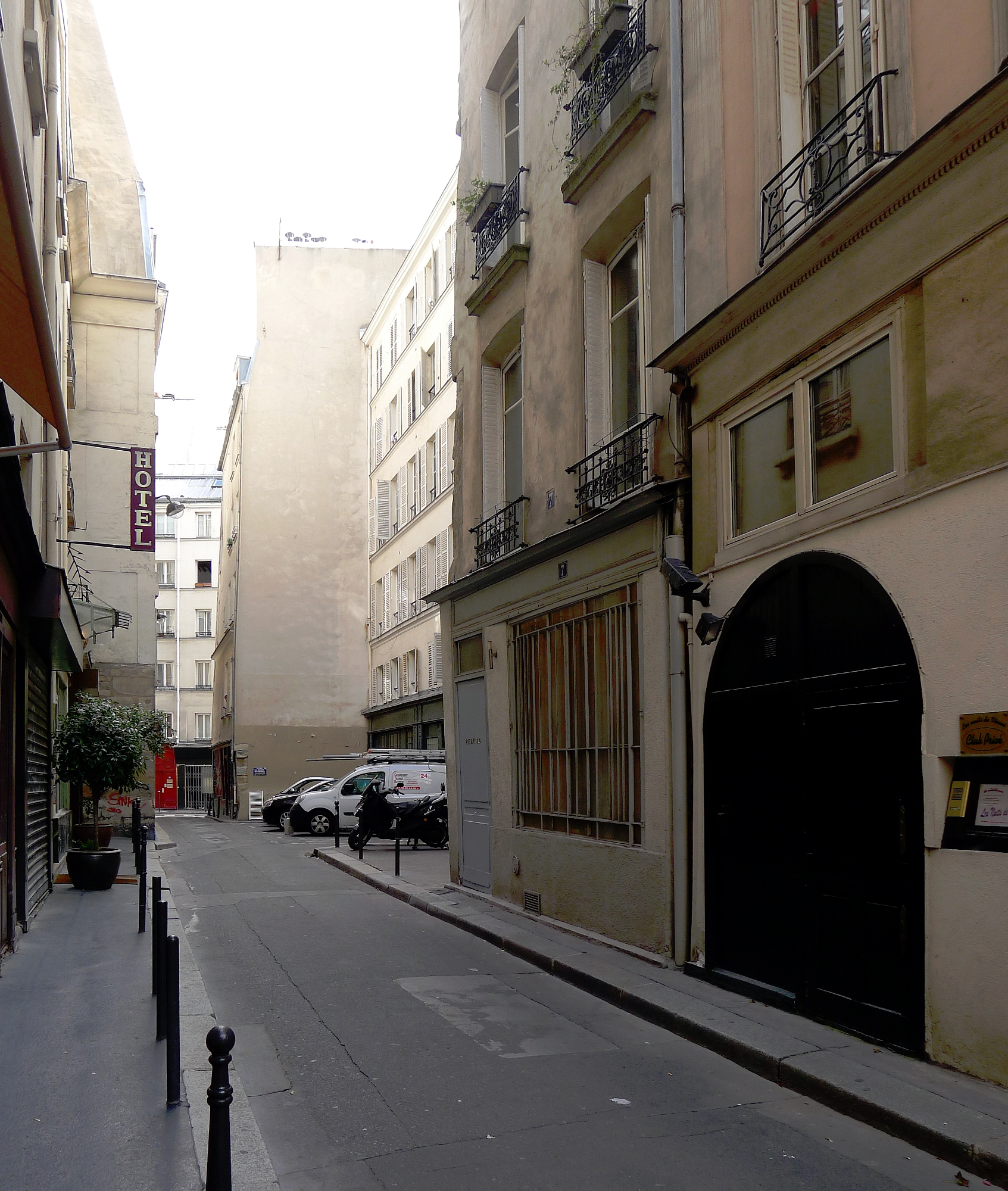
La rue présente, comme de nombreuses vieilles rues, un gabarit variable. En 2011, alors qu'elle était encore ouverte à la circulation automobile.

En 1806, elle prend la dénomination de « rue du Pélican ».
Une décision ministérielle du 13 fructidor an VIII (31 août 1800) signée Louis Bonaparte fixe la largeur de cette voie publique à 7 mètres. Cette largeur est portée à 10 mètres, en vertu d'une ordonnance royale du 22 novembre 1832.
Au XIXe siècle, la rue du Pélican, d'une longueur de 62 mètres, était située dans l'ancien 4e arrondissement, quartier de la Banque, et commençait aux 13-15, rue de Grenelle-Saint-Honoré et  finissait aux 10-12, rue Croix-des-Petits-Champs.
Le dernier numéro impair était le no 11 et le dernier numéro pair était le no 10. Les numéros de la rue étaient rouges.
Dans les premières pages de Guignol's Band de Louis-Ferdinand Céline, un souteneur, désireux d’indiquer vers 1914 ou 1915 qu’il ne peut gérer qu’un nombre limité de prostituées, insiste sur le fait  qu’il « n’est pas le Pélican ».

## Pour approfondir